# Akcelerometar
Akcelerometar (lat. acceler[are]: ubrzati + grč. μέτρον: mjera) ili mjerač ubrzanja je mjerni instrument ili uređaj za mjerenje akceleracije (ubrzanja) tijela u navigaciji, aeronautici, seizmologiji. Akcelerometar se upotrebljava se i za ispitivanje vibracija, udaraca i slične svrhe. Pri mjerenju se kućište akcelerometra učvršćuje na tijelo kojemu se mjeri ubrzanje. Ono se obavlja posredno, mjerenjem inercijske sile, koja, pri ubrzavanju tijela, djeluje na referentnu masu u akcelerometru. Iz poznate sile F i mase m izračunava se ubrzanje prema drugom Newtonovom zakonu:
{\displaystyle a={F \over m}}
Akcelerometri se općenito mogu podijeliti na mehaničke i poluvodičke (krute ili takozvane MEMS akcelerometre). Mehanički se akcelerometar sastoji od mase koja je pričvršćena za okvir elastičnim vezama, pojednostavljeno oprugama.  Mehanički akcelerometar je u suštini fizikalno tijelo određene tromosti (inercije) vezano elastičnom vezom za osnovnu (referentnu) podlogu. Poluvodički akcelerometar je mjerno osjetilo ili senzor (uz pripadajuće algoritme za analizu) koji omogućuje da današnji pametni telefoni mogu točno pratiti koliko koraka je napravio korisnik i kojim tempom. Akcelerometri omogućuju softveru (programska podrška) da zna i u kojem pravcu je okrenut mobitel. Akcelerometar kao takav je napravljen od niza drugih senzora, koji uključuju i kristalne strukture mikroskopske veličine koje odgovaraju na djelovanje sile. Promjenom električnog napona u kristalima, moguće je odrediti koliko se brzo kreće telefon i u kojem točno smjeru. 

## Primjena
Akcelerometri se danas primjenjuju u raznim napravama: tabletima, digitalnim fotoaparatima, pametnim telefonima, MP3 playerima, navigacijskim uređajima, automobilima, strojevima za pranje rublja, pedometrima i drugom.

### Zrakoplovi
Mjerač ubrzanja je osjetljiv mjerni instrument sa skalom u G-jedinicama koji pokazuje iznos sile proizvedene ubrzanjem zrakoplova Zapravo ovaj instrument pokazuje koliko je puta stvarno ubrzanje veće od ubrzanja zemljine sile teže. 
Zrakoplovi predviđeni za izvođenje evolucija kreću se po raznim nepravilnim putanjama stalnom ili promjenjivom brzinom. Međutim i u slučaju da je brzina na putanji stalna, zrakoplov mora imati komponentu ubrzanja u pravcu leta. U pojedinim evolucijama ubrzanja mogu bit 5, 6, pa i više puta veća od ubrzanja Zemljine teže, zbog čega će zrakoplov biti opterećen silama isto toliko puta većim od njegove težine. Odnos između postignutog ubrzanja i ubrzanja Zemljine teže naziva se koeficijentom opterećenja. Za svaki zrakoplov propisan je određeni koeficijent opterećenja koji se u letu ne smije prekoračiti kako ne bi došlo no oštećenja na konstrukciji. Ubrzanja štetno djeluju i na samog pilota; pri određenim vrijednostima ona mogu izazvati privremen ili trajan gubitak vida, gubitak svijesti, pa čak i smrt. 

### Mobilni telefonski uređaji
Kod mobilnih telefonskih uređaja akcelerator prati nagib uređaja. Kad nagib postigne određenu vrijednost, sadržaj koji se nalazi na zaslonu prilagođava se nagibu. Tehnologija koja to izvodi vrlo je jednostavna. Dio je tiskane pločice. Kad se mobilni telefonski uređaj dovoljno nagne u određeni položaj, čip daje signal uređaju da se slika na zaslonu uređaja mora zakrenuti. Čip koji to izvodi sastoji se od mjerača seizmičke mase i mjerača ubrzanja pri okretanju. Postojanjem tri takva elementa stječu se uvjeti za izračunavanje akcelerometričnog mobitela, jer sada se može izračunati položaj po osima x, y i z.
Pored navedene akcelerometar ima i druge uloge u telefonima. Prepoznaje tapkanje po zaslonu mobilnog uređaja nakon čega se stišava ili odbija poziv te za otvaranje ili zatvaranje aplikacija na uređajima. Akcelerometar je tehnologija koja je danas standard u pametnim telefonima. Po današnjim standardima prosječna veličina jednog akcelerometra jest 500 mikrometara. Dijelovi akcelerometra za mobilne uređaje danas su: tri elektrode, držeća konzola, strujni priključak, električni terminali i izolacija. Zazor između elektroda djeluje kao električni kondenzator.

### Računala
Namjena akcelerometra u prijenosnicima je zaštititi tvrde diskove od oštećenja. Kad prijenosno računalo padne, akcelerometar počne djelovati. Tijekom pada akcelerometar otkriva naglo ubrzanje i promjenu položaja računala, šalje signal i tvrdi disk prebacuje u mod isključenja.

### Digitalne kamere
Digitalne kamere i fotoaparati služe se akceleratorom u krugovima radi stabiliziranja slike. Druga namjena je hvatanje slike u portretnom ili pejzažnom načinu rada.

### Strojevi za pranje rublja
Strojevi za pranje rublja služe se ovim senzorom radi detektiranja prekomjernih vibracija.

### Navigacijski uređaji
Zajedno s žiroskopom i magnetometrom tvori inercijsku mjernu jedinicu u zrakoplovima, umjetnim satelitima i svemirskim letjelicama.
Jedno od svojstava akcelerometara je da oni ne mjere ubrzanje Zemljine gravitacije. Akcelerometri mjere inercijalnu akceleraciju (ubrzanje zbog tromosti). Za ukupnu akceleraciju, inercijalnoj je potrebno dodati Zemljino gravitacijsko ubrzanje. Da bi se umanjio ovaj nedostatak akcelerometara, neophodno je dodavati utjecaj gravitacije na bazi gravitacijskog modela. Računalo koristi ovaj model za izračunavanje gravitacije u funkciji od pozicije predmeta upravljanja, koja se dobiva dvostrukom integracijom mjerenog ubrzanja predmeta upravljanja. Većina gravitacijskih modela uzima u obzir zemljopisnu širinu i duljinu, te visinu predmeta upravljanja u računanju promjene gravitacije. Taj model je simetričan u odnosu na polarnu os Zemlje a također i u odnosu na ekvator. Za većinu navigacijskih potreba, ovaj eliptični model je zadovoljavajući, ali sustavi visoke točnosti moraju uzimati u obzir i gravitacijske anomalije, odstupanja od opisanog jednostavnog modela. Letjelicu je teško voditi u noćnim uvjetima ili uvjetima lošeg vremena, čak kada je na raspolaganju radarska ili radio pomoć. Slično je i s malim, brzim oklopnim vozilima velikih manevarskih sposobnosti, koja su naoružana vođenim raketama, torpedima ili topovima. Potrebno je stalno poznavati poziciju, brzinu i orijentaciju oklopnog vozila a to se može postići jedino postavljanjem odgovarajuće navigacijske opreme.

### MP3 svirači
Na ovim uređajima služi za prečace funkcija ili za otvaranje ili zatvaranje aplikacija na uređajima.

### Pedometri
U pedometrima ima namjenu za točnije mjerenje prijeđene udaljenosti.